# Fasole cu cârnați

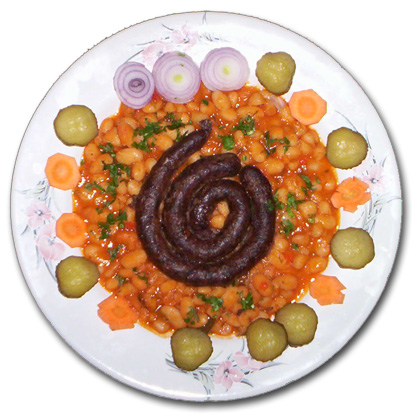
Plato con Fasole cu afumatura.

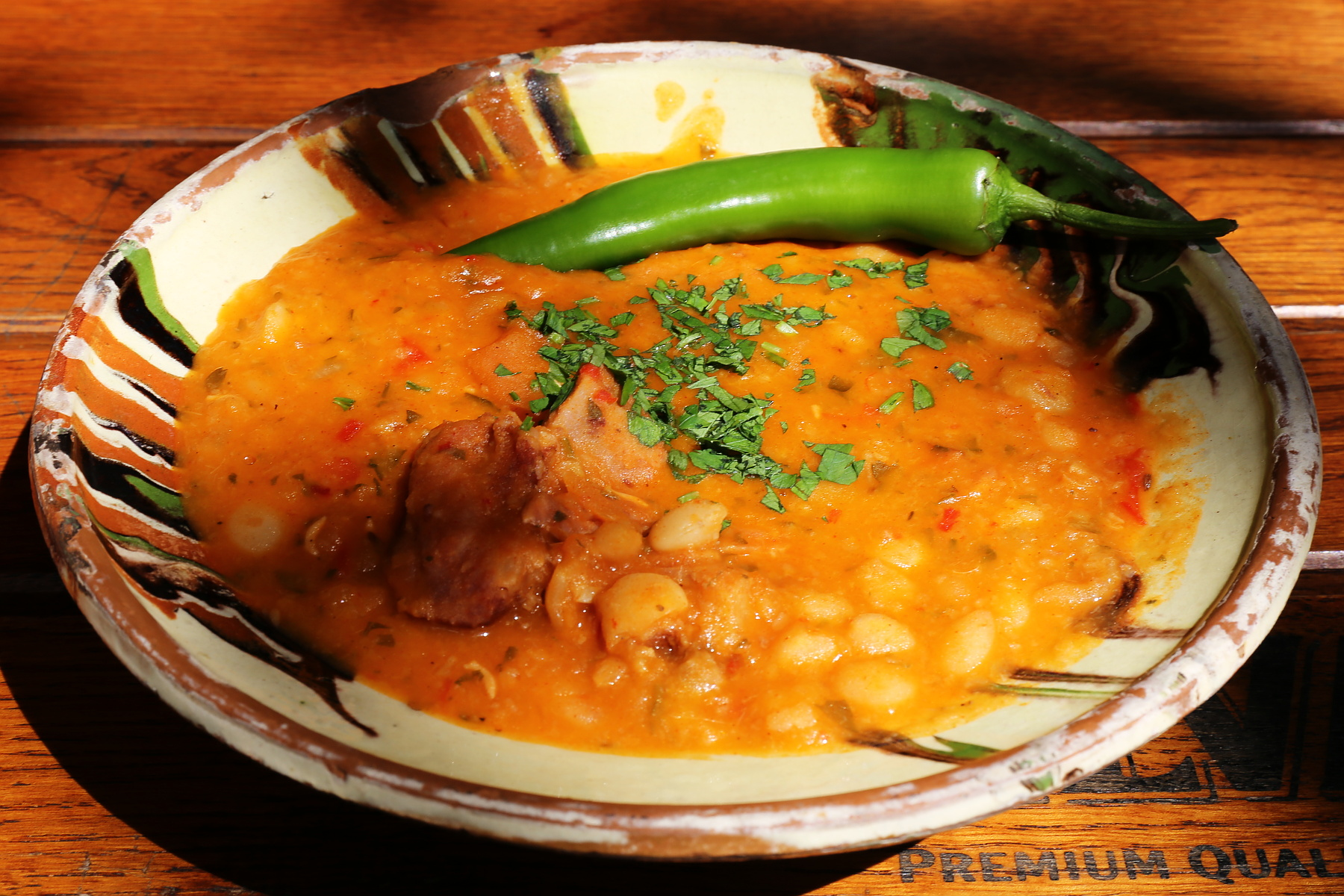
Plato con Fasole cu afumatura.

El Fasole cu cârnați ("judías con  chorizo", pronunciado como fa'so.le ku kɨr'naʦʲ ) se trata de un plato muy popular en la cocina rumana, que consiste en una mezcla de judías estofadas y salchichas típicas del país. Existe una variante mucho más tradicional en la que se reemplazan las salchichas por afumătură (carne ahumada). Este plato es tan popular en Rumania que se puede considerar plato nacional. Se prepara en el día nacional de Rumania y el fasole cu cârnați es preparado por la Armada que lo distribuye gratuitamente por las calles (el 1 de diciembre) de Bucarest y Alba Iulia.